# بنزوتیازول
بنزوتیازول (به انگلیسی: Benzothiazole) یک ترکیب شیمیایی با شناسه پاب‌کم ۷۲۲۲ است؛ که جرم مولی آن 135.1863 g/mol می‌باشد.